# Wallenbergare
För andra betydelser, se Wallenberg (olika betydelser).

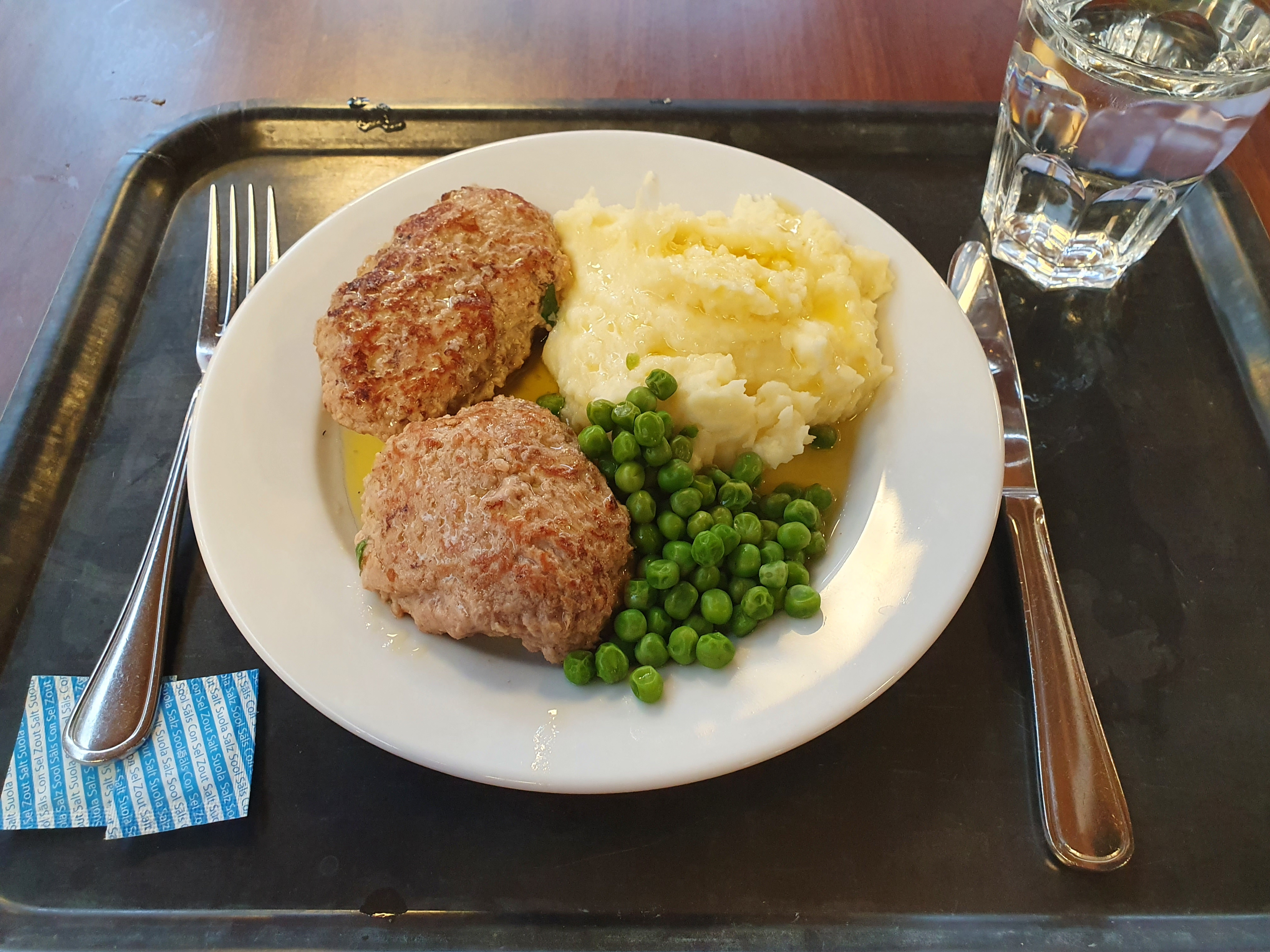
Wallenbergare med potatismos och gröna ärtor.

En wallenbergare är en pannbiff där färsen består av finmalet kalvkött (innanlår), grädde, äggulor, salt, peppar, muskot och färskt ströbröd. Den cirka 1 centimeter tjocka wallenbergaren ska stekas mycket lätt, vara ljus inuti och endast ljust brun på ytan. Wallenbergare serveras ofta med potatismos, lingonsylt och gröna ärtor samt toppas med skirat smör.
Sannolikt har wallenbergaren ursprungligen även innehållit kalvbräss. Förebilden för rätten lär vara den ryska kalvkotletten à la Pojarskij, som är baserad på hackat kalvkött.
Maträtten är enligt vissa uppkallad efter bankmannen Marcus Wallenbergs hustru Amalia Wallenberg, vars far var läkaren och kokboksförfattaren Charles Emil Hagdahl. Enligt gastronomen Edward Blom var det köksmästaren Julius Carlsson som uppfann rätten i mitten av 1930-talet.

## Varianter
I brist på kalvfärs kan man använda mager fläskfärs. Broströmmare är en variant med fläskfärs, hälften så många äggulor och kaffegrädde istället för vispgrädde.